# منير بنقسو
منير بنقسو (بالفرنسية: Mounir Benkassou) (مواليد 15 أبريل 1976) لاعب كرة قدم مغربي. يلعب عادة كلاعب خط وسط.